# جانی وستن
جانی وستن (انگلیسی: Jonny Weston؛ زادهٔ ۱۶ ژوئن ۱۹۸۸) یک هنرپیشه اهل ایالات متحده آمریکا است. وی از سال ۲۰۱۱ میلادی تاکنون مشغول فعالیت بوده‌است.
از فیلم‌ها یا برنامه‌های تلویزیونی که وی در آن نقش داشته‌است می‌توان به پروژه سالنامه، ربوده‌شده ۳، سنت‌شکن: شورشی، ما دوستان تو هستیم، تعقیب تک‌موج‌ها و پشت آسمان شهر اشاره کرد.